# Селехово (Костромская область)
Селехово — деревня в Ореховском сельском поселении Галичского района Костромской области России.

## География
Деревня расположена у речки Поймина.

## История
Согласно Спискам населённых мест Российской империи в 1872 году деревня относилась к 1 стану Галичского уезда Костромской губернии. В ней числился 11 дворов, проживало 50 мужчин и 59 женщин. В деревне находилось котельское волостное правление, имелось училище.
Согласно переписи населения 1897 года в деревне проживало 156 человек (71 мужчина и 85 женщин).
Согласно Списку населённых мест Костромской губернии в 1907 году деревня относилась к Котельской волости Галичского уезда Костромской губернии. По сведениям волостного правления за 1907 год в ней числилось 30 крестьянских дворов и 168 жителей. В деревне имелись сыроваренный завод и школа. Основными занятиями жителей деревни, помимо земледелия, был плотницкий промысел, извоз и сыроделие.
До муниципальной реформы 2010 года деревня также входила в состав Ореховского сельского поселения.